# Église Saint-Pierre d'Audinghen
Pour les articles homonymes, voir Église Saint-Pierre.
L'église Saint-Pierre d'Audinghen est située à Audinghen dans le Pas-de-Calais. C'est un monument contemporain inauguré en 1960, œuvre de l'architecte Alexandre Colladant. Elle se distingue par son clocher de béton en forme de lyre.

## Description

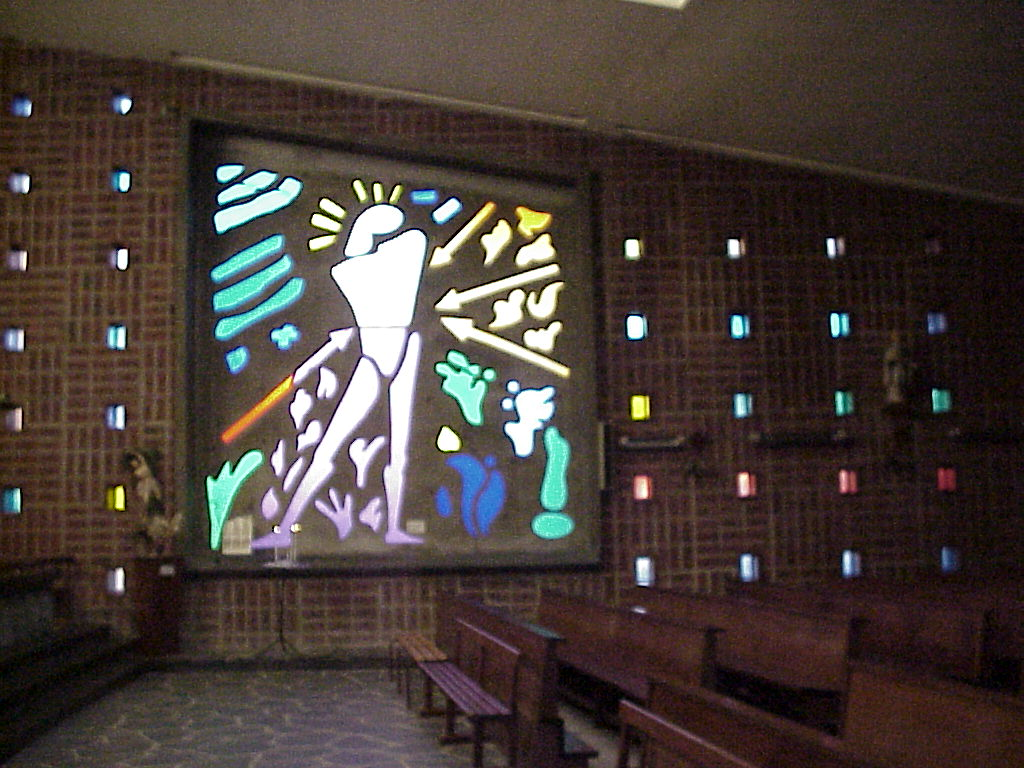
Vitrail représentant le martyre de saint Sébastien.

L'intérieur reçoit la lumière du jour par une multitude de petits vitraux multicolores et surtout par deux immenses vitraux qui représentent la Vierge et le martyre de saint Sébastien.
Une immense fresque de 200 m2 représentant le Christ embrassant le monde a été réalisée par Geneviève d'Andréis.
Cette église fait l’objet d’une inscription au titre des monuments historiques depuis le 2 mai 2006.

## L'ancienne église

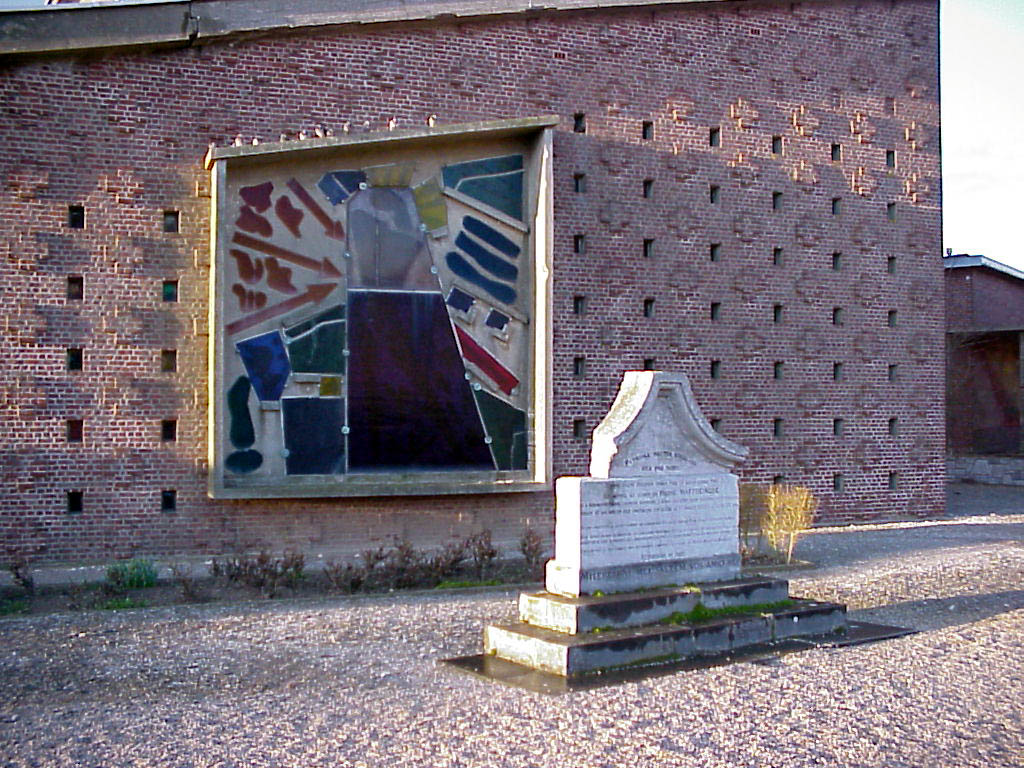
Cimetière de l'église d'Audinghen.

L'ancienne église du village fut détruite lors des bombardements alliés de 1943. Après guerre, le projet de la reconstruire à l'identique fut abandonné. Seules quelques statues ont subsisté ont été réinstallées dans l'église actuelle.